# Zwergmeerkatzen
Die Zwergmeerkatzen (Miopithecus) sind eine afrikanische Primatengattung aus der Familie der Meerkatzenverwandten (Cercopithecidae).

## Merkmale
Mit einer Kopf-Rumpf-Länge von 32 bis 45 Zentimetern – wozu noch ein 36 bis 53 Zentimeter langer Schwanz kommt – sind Zwergmeerkatzen die kleinsten Altweltaffen. Die Männchen werden rund 1,3 Kilogramm, die Weibchen 0,8 Kilogramm schwer. Wie bei vielen Primaten ist das Männchen größer als das Weibchen. Ihr Fell ist an der Oberseite graugrün und an der Unterseite weißlich gefärbt, der Kopf rund und kurzschnäuzig, das Gesicht haarlos.

## Verbreitung und Lebensraum
Zwergmeerkatzen leben im zentralen Afrika; ihr Verbreitungsgebiet erstreckt sich von Kamerun über die Demokratische Republik Kongo bis Angola. Ihr Lebensraum sind die tropische Regen- oder Mangrovenwälder in Wassernähe.

## Lebensweise
Zwergmeerkatzen sind tagaktive Baumbewohner, ähnlich den Sumpfmeerkatzen können sie aber auch gut schwimmen und suchen im Wasser auch nach Nahrung.
Diese Tiere leben in großen Gruppen von 60 bis 100 Tieren. Zur Nachtruhe versammeln sie sich auf Bäumen nahe dem Wasser, tagsüber teilen sie sich in kleinere Untergruppen auf, um zur Nahrungssuche auszuschwärmen. Gruppen setzen sich aus einigen geschlechtsreifen Männchen, zahlreichen Weibchen und deren Nachwuchs zusammen. Im Gegensatz zu den eigentlichen Meerkatzen kennen Zwergmeerkatzen keinerlei Territorialverhalten. Auch ihr lautliches Repertoire ist gegenüber den eigentlichen Meerkatzen eingeschränkt.

## Nahrung
Zwergmeerkatzen sind Allesfresser, ihre Nahrung besteht aus Früchten, Samen, Wasserpflanzen, Insekten, Muscheln, Vogeleiern und kleinen Wirbeltieren.

## Fortpflanzung
Nach rund 160-tägiger Tragzeit bringt das Weibchen meist zwischen November und März ein einzelnes Jungtier zur Welt. Junge Zwergmeerkatzen werden relativ groß und gut entwickelt geboren (Neugeborene wiegen über 200 Gramm und erreichen damit ein Viertel des Gewichts der Mutter) und entwickeln sich rasch. Mit sechs Wochen nehmen sie bereits feste Nahrung zu sich und sind mit drei Monaten unabhängig. Das höchste bekannte Lebensalter eines Tieres in Menschenobhut betrug 28 Jahre, die Lebenserwartung in freier Wildbahn ist nicht bekannt.

## Bedrohung
Zwergmeerkatzen haben zahlreiche natürliche Feinde wie Leoparden, Ginsterkatzen, Goldkatzen, Greifvögel, Schlangen oder Warane. Weil sie Plantagen verwüsten, werden sie auch oft von Menschen gejagt, allerdings zählen Zwergmeerkatzen nicht zu den bedrohten Arten.

## Systematik
Zwergmeerkatzen sind relativ urtümliche Vertreter der Meerkatzenartigen, in dieser Gattungsgruppe nimmt nur die Sumpfmeerkatze eine noch basalere Stellung ein. Wurden alle Tiere früher zu einer Art zusammengefasst, so unterscheiden jüngere Systematiken zwei Arten:
- die Nördliche Zwergmeerkatze (Miopithecus ogouensis) und
- die Südliche Zwergmeerkatze (Miopithecus talapoin).

Die Grenze zwischen den beiden Arten bildet der Kongo-Fluss.